# Кат (фільм, 1990)
«Кат» (рос. «Палач») — радянський двосерійний фільм 1990 року. Екранізація однойменної книги Сергія Бєлошникова.

## Сюжет
Троє партнерів по бриджу (метрдотель ресторану Ігор, лікар-нарколог Віктор і скульптор Саша) ґвалтують журналістку Ольгу, ввівши їй у вену якусь наркотичну речовину. Четвертий, Андрій, не бере участі в зґвалтуванні, але і нічого не робить, щоб йому запобігти. Ольга вирішує не подавати заяву в міліцію, попри вмовляння слідчого, а самостійно помститися кривдникам. Спочатку вона приходить в гості до «подруги» Світлани, яка допомогла ґвалтівникам заманити її, і змушує Світлану назвати імена і телефони чотирьох. Продавши сережки з діамантами, Ольга знаходить кримінального авторитета Вольдемара і просить його покарати її кривдників за винагороду — яким чином, він сам повинен придумати.
Дочку Ігоря жорстоко ґвалтують. Ольга дзвонить Ігорю і оголошує, що з ним вона в розрахунку, але троє інших отримають своє. Троє вирішують послати Андрія, щоб запропонувати Ользі гроші. Ольга не хоче з ним говорити; в ході сварки Андрій б'є Ольгу по обличчю, вона у відповідь б'є його ножем. Друг Ольги хірург, і вона сама намагається вилікувати Андрія.
Зникнення Андрія лякає ґвалтівників. Ігор, боячись за себе і сім'ю, їде з дружиною і дочкою в Алушту, завдяки Сашкові, який дістав для нього, дружини і дочки путівки. Ігор залишає йому свою машину на його прохання. Віктор бере відпустку і намагається виїхати, але люди Вольдемара викрадають його і протягом 10 днів накачують наркотиками.
Тим часом Андрій одужує, Ольга ховає його на дачі в Комарово і намагається передати Вольдемару прохання припинити вбивства, але той зник, а механізм вже запущений. Посадивши Віктора на голку, його повертають додому і наказують викликати до себе Сашу. Приїхавши, той застає померлого від передозування Віктора, після чого виявляє погоню. Виїхавши на шляхопроводі на зустрічну смугу для обгону, Саша несподівано виявляє, що у машини виведені з ладу гальма, він падає з естакади і гине.
Ольга дізнається про самогубство Світлани. Вранці телефонує Вольдемар. Ольга знову просить його припинити вбивства, але той заявляє, що він і сам не може це зробити, оскільки накази вже передані іншим людям. Ольга повертається на дачу і намагається вивезти Андрія. Коли вони сідають в електричку, в натовпі хтось всаджує Андрію ніж в спину, і він помирає.
До Ольги додому приходить Вольдемар. Ольга вбиває його з мисливської рушниці діда, після чого накладає на себе руки.

## У ролях
- Ірина Метлицька —  Ольга Юріївна Привалова, журналістка-фоторепортерка
- Андрій Соколов —  Андрій Олексійович Арсентьєв
- Лариса Гузєєва —  Світлана, знайома Ольги; модель
- Сергій Газаров —  Ігор Іванович Погодін, метрдотель в ресторані; ґвалтівник
- Борис Галкін —  Саша Завалишин, скульптор; ґвалтівник
- Станіслав Садальський —  Віктор Еммануїлович Гольднер, лікар-нарколог; ґвалтівник
- Альгіс Матульоніс —  Вольдемар Карлович, кримінальний авторитет
- Олена Аржанік —  Олена, приятелька Ольги, співачка в ресторані
- Аристарх Ліванов —  Сергій Гаврилов, друг Ольги; хірург
- Лариса Цапусто —  Жанна, дочка Ігоря Погодіна
- Олександр Шуригін —  підручний Вольдемара
- Ігор Харламов —  підручний Вольдемара
- Євген Александров —  адміністратор в ресторані
- Микола Крюков —  дідусь Ольги
- Тамара Лебедєва —  мама Ольги
- Майя Блінова —  бабуся Ольги
- Вадим Гущин —  слідчий
- Микита Михайловський —  лейтенант
- В'ячеслав Васильєв —  Сан Санич, головний лікар
- Ігор Агєєв —  лікар

## Знімальна група
- Режисер — Віктор Сергєєв
- Сценарист — Сергій Бєлошніков
- Оператор — Микола Строганов
- Композитор — Едуард Артем'єв
- Художник — Євген Гуков